# Menahem Azariah da Fano
Menahem Azariah da Fano, noto anche come Emanuele da Fano (Fano, 1548 – Mantova, 1620), è stato un rabbino italiano, talmudista, e considerato per molti anni il più eminente cabalista d'Italia.

## Biografia
Menahem Azariah da Fano fu discepolo di Mosè Cordovero. Fin da giovane, ebbe una certa fama come studioso, come evidenziato dal fatto che nel 1570 Cordovero gli inviò una copia del suo lavoro Pardes Rimonim. Uno dei maestri di Fano fu Ismaele Chanina ben Mordecai di Valmontone.
Fano fu un patrono dell'apprendimento. Quando Joseph Caro, poco prima della sua morte (1575), inviò Kesef Mishneh, il suo commentario di Yad ha-Ḥazaḳah di Maimonide, a Mantova per la pubblicazione, Fano, su suggerimento di Azaria de' Rossi, si assunse parte delle spese e si incaricò di curare l'edizione. Secondo un resoconto di Immanuel Aboab, Fano visse per un certo tempo a Reggio Emilia. Numerosi studenti andarono a studiare da lui dall'Italia e dalla Germania e fu grandemente stimato per la sua erudizione e carattere.
Uno dei figli di Fano fu Isaac Berechiah, che ebbe lo stesso nome di suo genero e discepolo (citato in una lettera di Israel Sforno al proprio figlio Obadiah ben Israel Sforno).

## Opere
L'autorità di Fano come talmudista è evidenziata da una raccolta di responsa ("She'elot Teshubot me-Rabbi Menaḥem 'Azaryah," Dyhernfurth, 1788) contenente 130 capitoli su varie materie connesse alla legge religiosa e a questioni rituali. Si distinguono per precisione di stile e per l'indipendenza dell'autore dalle altre autorità. In alcune decide persino in opposizione a Joseph Caro (per es., nr. 32) e intrattiene dei cambiamenti al rituale che in certi casi sono giustificabilis (cfr. per es., nr. 25). Nella sua passione per la precisione e la brevità, Fano compilò un libro di estratti dal codice di Isaac Alfasi, che di per sé è solo un compendio del Talmud. Tale libro è conservato in forma di manoscritto. Azulai enumera ventiquattro trattati cabalistici di Fano, in parte come maniscritti. Dieci di essi sono inclusi nell'opera Asarah Ma'amarot; cinque, col titolo Amarot Ṭehorot, furono stampate insieme con Ḳol Yehudah, un commentario filosofico di Judah ben Simon (Francoforte sul Meno, 1698; Mohilev, 1810).
Questi trattati si originarono principalmente da discorsi fatti dall'autore nei giorni delle festività ebraiche, specialmente durante Rosh haShanah. Nonostante Fano avesse una tendenza verso interpretazioni scolastiche e allegoriche, le sue opere non mancano di osservazioni originali. Per esempio, in connessione con l'interpretazione cabalistica di Numeri 33:2, "Mosè scrisse i loro punti di partenza, tappa per tappa, per ordine del Signore," afferma: "La Torah parla sempre di idee quando sembra stia descrivendo cose concrete: il significato più alto è la cosa principale; il significato materiale inferiore detiene il secondo posto. Moses b. Naḥman, infatti, segue un altro parere nel suo commentario a Genesi nel sostenere il principio che 'la Torah parla secondo la maniera degli uomini'; ma possiamo giustamente dire che gli uomini parlano secondo la maniera della Torah" ("Ḥiḳḳur Din", III. 22). "Le proibizioni della Torah non appaiono mai nell'imperativo, ma nella forma del futuro: 'Non avrai altri dei'; 'Non ti prostrerai davanti ad altri dei'; 'Non pronuncerai falsa testimonianza'; ecc. Ciò significa: 'So che tu non sarai colpevole di queste cose, poiché la natura umana non tollera tali crimini, e se si fa peccato in questa vita, sarà solo un episodio passeggero.' D'altra parte, i comandamenti sono nell'imperativo: 'Kabbed,' 'zakor'; cioè, 'Non ti comando nulla di nuovo; i buoni istinti in te sono sempre stati lì; hanno solo bisogno di essere svegliati e sviluppati'" (ib. IV. 9). Quest'ultima frase è caratteristica dell'ottimismo dell'autore e anche della sua natura mite, che attrasse simpatia da tutti.
Nel 1581 Jedidiah Recanati dedicò a Fano la sua traduzione ("Erudizione dei Confusi") dell'opera Moreh Nevukhim di Maimonide. Isaiah Horowitz cita in modo particolare il trattato di Fano intitolato "Yonat Elem" come un'opera teologica il cui insegnamento "raggiunge da vicino la verità" (Joseph Solomon Delmedigo, introduzione a "Nobelot Ḥokmah"). L'allievo di fano Samuele Portaleone compose un'elegia in occasione della sua morte (Oxford MS. nr. 988c).